# Ambulyx carycina
Ambulyx carycina är en fjärilsart som beskrevs av Jordan 1919. Ambulyx carycina ingår i släktet Ambulyx och familjen svärmare. Inga underarter finns listade i Catalogue of Life.